# Secrétariat d'État à l'Espagne globale
Le secrétariat d'État à l'Espagne globale (en espagnol : Secretaría de Estado de la España Global) est le secrétariat d'État chargé de la promotion de l'image extérieure de l'Espagne entre 2018 et 2021.
Il relève du ministère des Affaires étrangères.

## Missions

### Fonctions
Le secrétariat d'État est l'organe supérieur du ministère des Affaires étrangères qui dirige et coordonne l'exécution des compétences du ministères liées à l'amélioration de l'image extérieure de l'Espagne, de son action extérieure, publique ou privée, dans les domaines de l'économie, de la culture, de la société, de la science et de la technologie.

### Organisation
Le secrétariat d’État s'organise de la manière suivante, : 
- Secrétariat d'État à l'Espagne globale (Secretaría de Estado de la España Global) ;
  - Direction générale de la Stratégie, de la Prospection et de la Cohérence ;
    - Bureau de la Stratégie et de la Prospective ;
    - Sous-direction générale de la Cohérence de l'action extérieure ;

  - Direction générale de la Diplomatie économique ;
    - Sous-direction générale des Relations économiques bilatérales et de la Diplomatie économique ;
    - Sous-direction générale des Relations économiques multilatérales et de la Coopération aérienne, maritime et terrestre ;

  - Direction générale de la Communication, de la Diplomatie publique et des Réseaux ;
    - Sous-direction générale du Bureau de l'information diplomatique ;
    - Sous-direction générale de la Communication stratégique, de la Diplomatie publique et des Réseaux.

## Titulaires
| Titulaire | Titulaire          | Début      | Fin        | Parti | Ministre         |
| --------- | ------------------ | ---------- | ---------- | ----- | ---------------- |
|           | Irene Lozano       | 13/10/2018 | 29/01/2020 | Sans  | Josep Borrell    |
|           | Manuel Muñiz Villa | 29/01/2020 | 14/07/2021 | Sans  | Arancha González |